# Parlamentswahl in Belgien 1995
- Agalev: 5
- Ecolo: 6
- SP: 20
- PS: 21
- VLD: 21
- PRL-FDF: 18
- PSC: 12
- CVP: 29
- VU: 5
- VB: 11
- FN: 2

- CVP: 29
- PS: 21
- SP: 20
- PSC: 12
- VLD: 21
- PRL-FDF: 18
- VB: 11
- Ecolo: 6
- Agalev: 5
- VU: 5
- FN: 2

Die um sechs Monate vorgezogene Wahl zum belgischen Parlament 1995 wurde am 21. Mai 1995 abgehalten. Es war die erste Parlamentswahl nach der Verfassungsreform von 1993, die Belgien in einen föderalen Staat verwandelte. Die Abgeordnetenkammer wurde von 212 auf 150 Sitze verkleinert. Der Senat wurde von 185 Mitgliedern, davon 106 direkt gewählten, auf 71 Mitglieder, davon 40 direkt gewählte, verkleinert.

## Kammer (Unterhaus)

### Wahlrecht
Belgien war bei der Wahl 1995 in zwanzig Wahlkreise aufgeteilt. Die Anzahl der Mandate pro Wahlkreis war proportional zur Einwohnerzahl. Die größte Anzahl Abgeordnete stellte der Wahlkreis Bruxelles-Hal-Vilvorde mit 22, die geringste Zahl der Wahlkreis Huy-Waremme mit zwei Abgeordneten. Innerhalb der Wahlkreise wurden die Mandate nach einem Verhältniswahlrecht auf die Listen verteilt, eine Sperrklausel von 5 % gab es nicht.

### Parteien
Die hohe Wahlbeteiligung von über 90 % verdankt sich der in Belgien geltenden Wahlpflicht. Die vier an der Regierung beteiligten Parteien konnten ihre Parlamentsmehrheit halten. Die wallonischen Sozialisten (PS) verloren 1,6 %, die flämischen Sozialisten (SP) gewannen 0,6 %. Die wallonischen Christdemokraten (PSC) hielten ihren Stimmenanteil, die flämischen Christdemokraten (CVP) konnten 0,4 % zulegen.
Die Liberalen konnten leichte Zugewinne verzeichnen. Die wallonischen Liberalen PRL-FDF legten 2,1 % zu, die flämischen Liberalen (VLD) – 1991 PVV – gewannen 1,2 %.
Die beiden grünen Parteien verloren Stimmen, die wallonischen Grünen (Ecolo) verloren 1,1 %, die flämischen Grünen (Agalev) verloren 0,4 %.
Der rechtspopulistische Vlaams Blok (VB) verbesserte sich um 1,25 %, die nationalistische flämische Volksunie (VU) verlor 1,2 %. Der rechtsextreme FN konnte seinen Stimmanteil mit 2,3 % mehr als verdoppeln.

### Ergebnisse
Es errangen elf Parteien Sitze in der Abgeordnetenkammer.
Das amtliche Endergebnis:
| Wahlberechtigte    | 7.199.440 |         |           |       |           |
| abgegebene Stimmen | 6.562.149 | 91,15 % |           |       |           |
| gültige Stimmen    | 6.072.051 | 92,53 % |           |       |           |
|                    | Stimmen   | Anteil  | ± zu 1991 | Sitze | ± zu 1991 |
| CVP                | 1.042.933 | 17,18 % | +0,37 %   | 29    | −10       |
| VLD                | 798.363   | 13,15 % | +1,17 %   | 21    | −5        |
| SP                 | 762.444   | 12,56 % | +0,58 %   | 20    | −8        |
| PS                 | 720.819   | 11,87 % | −1,62 %   | 21    | −14       |
| PRL-FDF            | 623.250   | 10,26 % | +2,12 %   | 18    | −2        |
| VB                 | 475.677   | 7,83 %  | +1,25 %   | 11    | −1        |
| PSC                | 469.101   | 7,73 %  | −0,01 %   | 12    | −6        |
| VU                 | 283.516   | 4,67 %  | −1,22 %   | 5     | −5        |
| AGALEV             | 269.058   | 4,43 %  | −0,43 %   | 5     | −2        |
| Ecolo              | 243.362   | 4,01 %  | −1,06 %   | 6     | −4        |
| FN                 | 138.496   | 2,28 %  | +1,23 %   | 2     | +1        |
| FDF/PPW            | –         | –       | −1,47 %   | –     | −3        |
| ROSSEM             | –         | –       | −3,22 %   | –     | −3        |

1. ↑  1995: 150 Sitze, 1991: 212 Sitze
2. ↑  Bei der Wahl 1995 als VLD, 1991 als PVV
3. ↑  Bei der Wahl 1995 als PRL-FDF, 1991 als PRL
4. ↑  Bei der Wahl 1995 FDF gemeinsam mit PRL

Abstimmungsverhalten nach Blöcken
| Parlamentswahl in Belgien 1995 %3020100 24,9124,4323,418,447,834,672,28 PSC/ CVPPS/ SPPRL-FDF/VLDcEcolo/ AgalevVBVUFNGewinne und Verlusteim Vergleich zu 1991 %p 4 2 0 −2 −4+0,36−1,04+3,29−1,49+1,25−1,22+1,23PSC/ CVPPS/ SPPRL-FDF/VLDEcolo/ AgalevVBVUFNAnmerkungen:c 1991 als PVV und PRL |

### Senat (Oberhaus)
Neben den Kammer-Abgeordneten wurden auch 40, von insgesamt 71 Senatoren, direkt gewählt. Wie bei den Wahlen des europäischen Parlaments wurde die Wählerschaft in zwei Wahlkollegien aufgeteilt: Das französischsprachige Kollegium wählte 15 Senatoren und das niederländischsprachige 25. Im Sonderwahlkreis Brüssel-Halle-Vilvoorde entschieden die Bürger durch die Wahl einer französischsprachigen bzw. niederländischsprachigen Partei selbst, welchem Kollegium sie angehören wollten. Das flämische und wallonische Parlament wählten je zehn Senatoren, das Parlament der deutschsprachigen Gemeinschaft bestimmte einen Senator. Zehn Senatoren wurden kooptiert, sechs von den flämischsprachigen Senatoren, vier von den französischsprachigen Senatoren. Es musste mindestens ein flämischsprachiger und sechs französischsprachige Senatoren aus Brüssel kommen.
Bei den Christdemokraten und den Sozialisten gewannen jeweils die flämischen Parteien leicht dazu, wohingegen die wallonischen Parteien Stimmen einbüßten. Die Liberalen Parteien legten in beiden Landesteilen zu, die Grünen verloren in beiden Landesteilen Stimmen. Der Vlaams Blok legte leicht zu, wohingegen die Volkunie leicht verlor.
Das amtliche Endergebnis:
| Wahlberechtigte                | 7.199.440 |         |           |       |           |
| abgegebene Stimmen             | 6.562.108 | 91,15 % |           |       |           |
| gültige Stimmen                | 5.992.325 | 91,32 % |           |       |           |
|                                | Stimmen   | Anteil  | ± zu 1991 | Sitze | ± zu 1991 |
| Niederländisches Wahlkollegium |           |         |           |       |           |
| CVP                            | 1.009.656 | 16,85 % | +0,03 %   | 7     | −13       |
| VLD                            | 796.154   | 13,29 % | +1,63 %   | 6     | −7        |
| SP                             | 792.941   | 13,23 % | +1,29 %   | 6     | −8        |
| VB                             | 463.896   | 7,74 %  | +0,96 %   | 3     | −2        |
| VU                             | 318.453   | 5,31 %  | −0,66 %   | 2     | −3        |
| AGALEV                         | 223.355   | 3,73 %  | −1,41 %   | 1     | −4        |
| ROSSEM                         | –         | –       | −3,20 %   | –     | −1        |
| Französisches Wahlkollegium    |           |         |           |       |           |
| PS                             | 764.610   | 12,76 % | −0,55 %   | 5     | −13       |
| PRL-FDF                        | 672.798   | 11,23 % | +3,11 %   | 5     | −4        |
| PSC                            | 434.492   | 7,25 %  | −0,66 %   | 3     | −6        |
| Ecolo                          | 258.635   | 4,32 %  | −0,97 %   | 2     | −4        |
| FDF/PPW                        | –         | –       | −1,41 %   | –     | −1        |

1. ↑  1999: 40 Sitze, 1991: 106 Sitze
2. ↑  Bei der Wahl 1995 als VLD, 1991 als PVV
3. ↑  Bei der Wahl 1995 als PRL-FDF, 1991 als PRL
4. ↑  Bei der Wahl 1995 FDF gemeinsam mit PRL

## Regierungsbildung
Die Regierung Dehaene I, bestehend aus Sozialisten (PS und SP) sowie Christdemokraten (CVP und PSC), konnte ihre Parlamentsmehrheit halten. Die neue Regierung, nur auf wenigen Posten verändert, wurde am 23. Juni vereidigt.